# Phare de Pakefield
Le phare de Pakefield est un phare désaffecté qui est situé dans le village côtier de Pakefield, dans la banlieue de Lowestoft dans le comté du Suffolk en Angleterre. La tour du phare a été utilisée pour une variété de rôles maritime, civil et militaire, et est actuellement utilisé comme un poste de veille de National Coastwatch Institution (en).
Ce phare a été géré par le Trinity House Lighthouse Service à Londres, l'organisation de l'aide maritime des côtes de l'Angleterre, jusqu'au 1er juillet 1976.

## Histoire
Conçu en 1832 d'après un plan de l'architecte Richard Suter, le phare a été commandé par Trinity House pour marquer un passage sûr dans le chenal entre deux bancs de sable mouvants devant le littoral de Lowestoft.
La tour blanche fait 9 mètres de hauteur, avec galerie et lanterne. Le phare et le logement du gardien ont été construits dans le domaine de Pakefield Hall, sur de basses falaises surplombant la mer. La lumière était alimentée par deux lampes de type Argand qui, à l'origine, émettait une lumière blanche continue qui pouvait être vu jusqu'à près de 15 km. La couleur du feu a été changée en rouge pour ne pas être confondu avec les lumières des fenêtres des maisons du village voisin de Kessingland.
Au moment où les négociations foncières concernant le phare et la route d'accès furent achevées en 1850, la nécessité de la lumière n'était plus d'actualité car le chenal s'était déplacé vers le sud nécessitant une nouvelle lumière près de Kessingland. Le phare a continué à fonctionner jusqu'à son déclassement en 1864.
Le phare est resté à l'abandon pendant un certain nombre de décennies jusqu'à ce qu'il soit vendu par la suite aux propriétaires des terrains qui étaient devenus un camping puis un camp de vacances.
En 1938, avant la Seconde Guerre mondiale, la tour devint un poste d'observation pour le Royal Observer Corps (en), qui guettait contre l'éventualité de l'arrivée d'une force d'invasion aérienne ou maritime. Le toit et la lanterne avaient été enlevés pour améliorer la visibilité.
La tour a continué d'être utilisée tout au long de la guerre, avec le personnel de l'Auxiliary Territorial Service qui était stationné sur le site. Le camp de vacances environnant a été réquisitionné et est devenu un camp de transit. Il a été bombardé par la Luftwaffe lors d'un raid aérien sur Lowestoft en 1943, et l'année suivante, un V-1 doodlebug avec un gyrocompas défectueux a été repéré arrivant vers le phare, jusqu'à ce qu'il s'écrase dans la mer au bas des falaises à proximité.
Après la guerre, la tour a finalement été achetée par le camp de vacances, et dans les années 1960 il a été utilisé par les photographes officiels du camp comme chambre noire. Le phare a été rénové en 2000 par des bénévoles du groupe local Pakefield Coastwatch et il est maintenant utilisé par le groupe comme station de reconnaissance côtière.
Identifiant : ARLHS : ENG-098.

### Lien connexe
- Liste des phares en Angleterre